# Fligely Fjord
Fligely Fjord är en fjord i Grönland (Kungariket Danmark). Den ligger i den nordöstra delen av Grönland, 1 700 km nordost om huvudstaden Nuuk.